# Biskop av Tranquebar

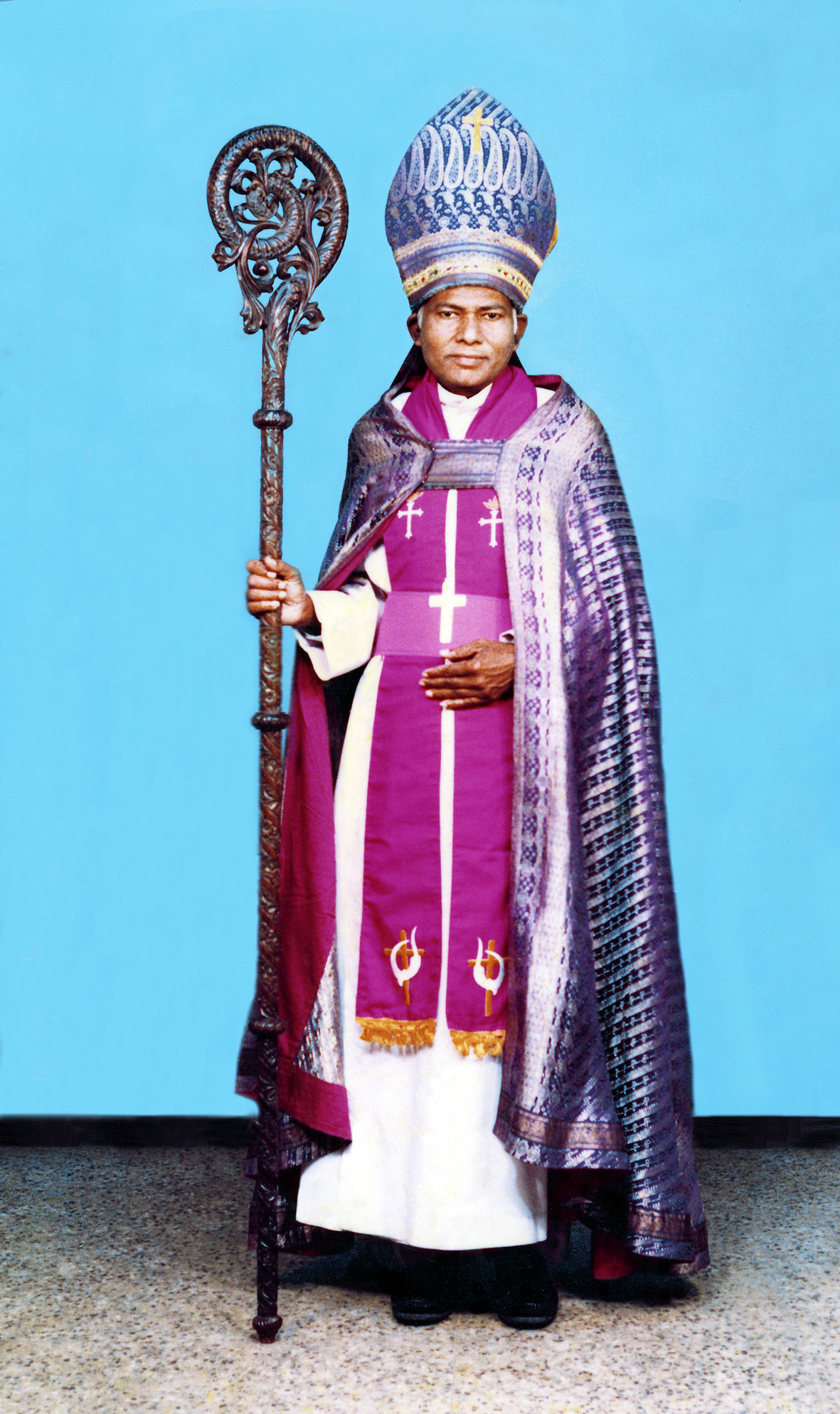
Biskopen av Tranquebar Johnson Gnanabaranam.

Biskop av Tranquebar, titel på biskopen i den evangelisk-lutherska tamilkyrkan, Tamil Evangelical Lutheran Church  (Thamil Suvesesha Lutheran Thiruchabai) (TELC) i provinsen  Tamil Nadu i södra Indien, bildad 1919 genom mission från Svenska kyrkan och den lutherska Leipzigmissionen i Tyskland. 
Biskopsämbetet infördes 1921 genom att biskop Hjalmar Danell från Skara stift i Sverige på ärkebiskop Nathan Söderbloms uppdrag reste till Indien och biskopsvigde missionären Ernst Heuman, som valts till TELC:s förste biskop. Kyrkan har idag ca 103 000 medlemmar. Biskopssäte, kyrkokansli ("Tranquebar House") och domkyrka (Jerusalem Church) finns i Tiruchirapalli. 
Biskopstiteln erinrar om att luthersk mission i Tamil Nadu började redan 1706 i den närbelägna hamnstaden Tranquebar. Fyra svenskar har innehaft denna tjänst.

## Biskopar av Tranquebar
- 1921–1926 Ernst Heuman
- 1927–1934 David Bexell
- 1934–1956 Johannes Sandegren
- 1956–1967 Rajah Bushanam Manikam
- 1967–1972 Carl Gustav Diehl
- 1972–1975 A.J. Satyanadhan
- 1975–1978 L. Easter Ray
- 1978–1993 Jayseelan Jacob
- 1993–1999 Johnson Gnanabaranam
- 1999–2009 Thaveethu Aruldoss
- 2009–2014 H.A. Martin
- 2014–2019 Edwin Jayakumar
- 2019–2023 Daniel Jayaraj

• 2023- Christian Samraj